# Eva Flyvholm
Eva Flyvholm, née le 18 avril 1981 à Nykøbing Falster (Danemark), est une femme politique danoise, députée au Folketing de 2015 à 2022.

## Biographie
Eva Flyvholm est diplômée en 2009 en administration publique et en développement international à l'université de Roskilde. Pendant ses études, elle est travailleuse étudiante pour le ministère de l'Éducation. Après son diplôme, elle est recrutée par le think tank Cevea (da), en parallèle d'un nouveau rôle de conseillère de la Liste de l'unité pour les questions de défense, de relations internationales et d'affaires européennes.
Elle est élue députée au Folketing sous les couleurs de la Liste de l'unité lors des élections législatives du 18 juin 2015.
Elle est candidate en deuxième position sur la liste de son parti aux élections européennes du 26 mai 2019, les premières auxquelles la formation participe, s'étant jusqu'ici désisté au profit du Mouvement populaire contre l'Union européenne. Lors du scrutin, la liste ne remporte qu'un seul siège au Parlement européen, attribué à la tête de liste Nikolaj Villumsen. Quelques jours plus tard, elle remporte un second mandat de députée au Folketing lors des élections législatives du 4 juin.